# Луч (Московская область)
Луч — посёлок сельского типа в Чеховском районе Московской области, в составе муниципального образования сельское поселение Стремиловское (до 28 февраля 2005 года входила в состав Стремиловского сельского округа), на окраине посёлка расположена одноимённая железнодорожная платформа Курского направления Московско-Курского отделения Московской железной дороги.

## География

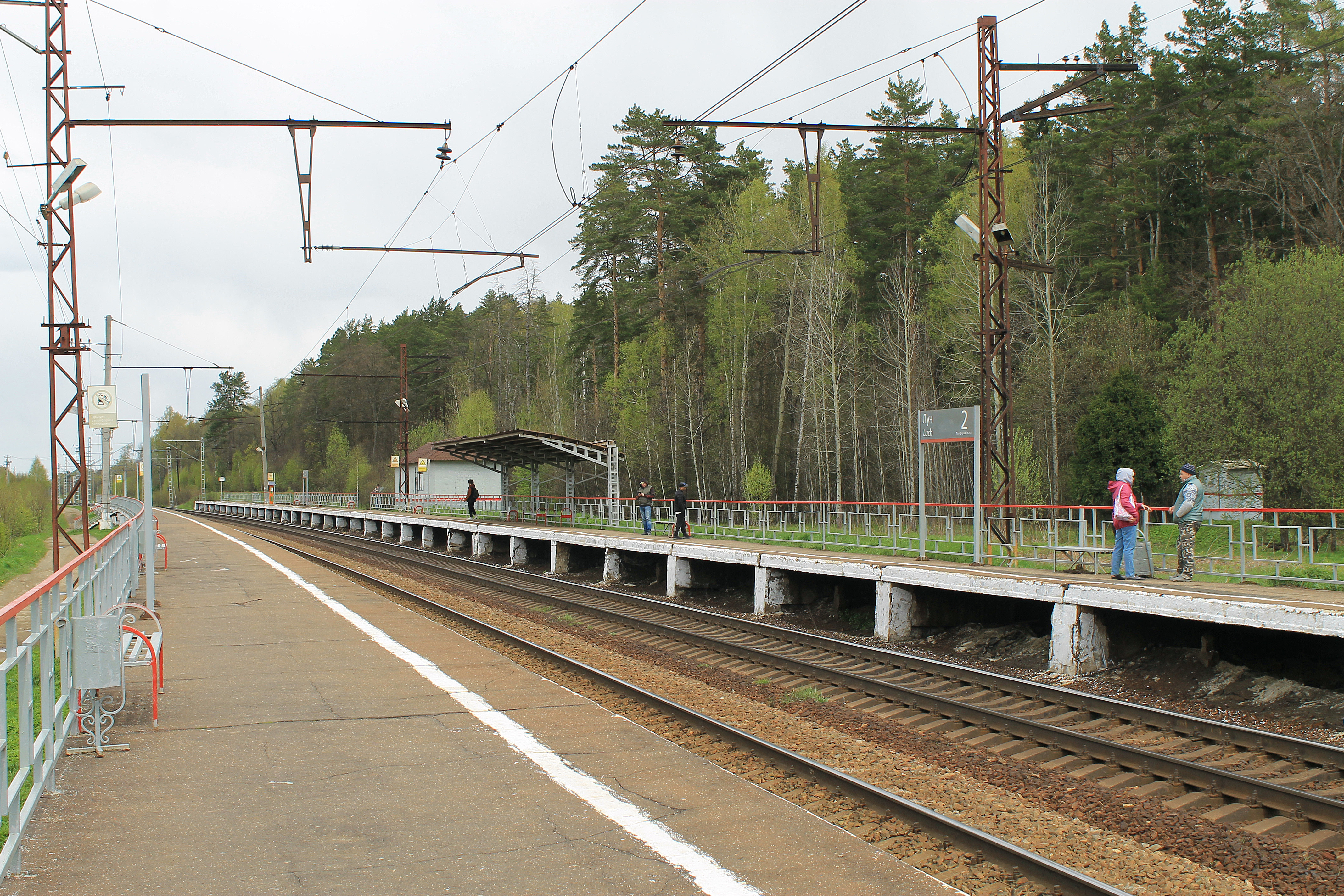
Железнодорожная платформа станции Луч

Луч расположен примерно в 3 км на юг от Чехова, у истока безымянного ручья, правого притока реки Лопасни), высота центра посёлка над уровнем моря — 171 м. На 2016 год в посёлке 4 улиц и 8 садоводческих товариществ.

## Население
| 2002 | 2006 | 2010 |
| ---- | ---- | ---- |
| 59   | ↗93  | ↗170 |

## Достопримечательности
На территории посёлка расположен мемориал павшим войнам в Великую Отечественную войну, на въезде в посёлок установлен поклонный крест.

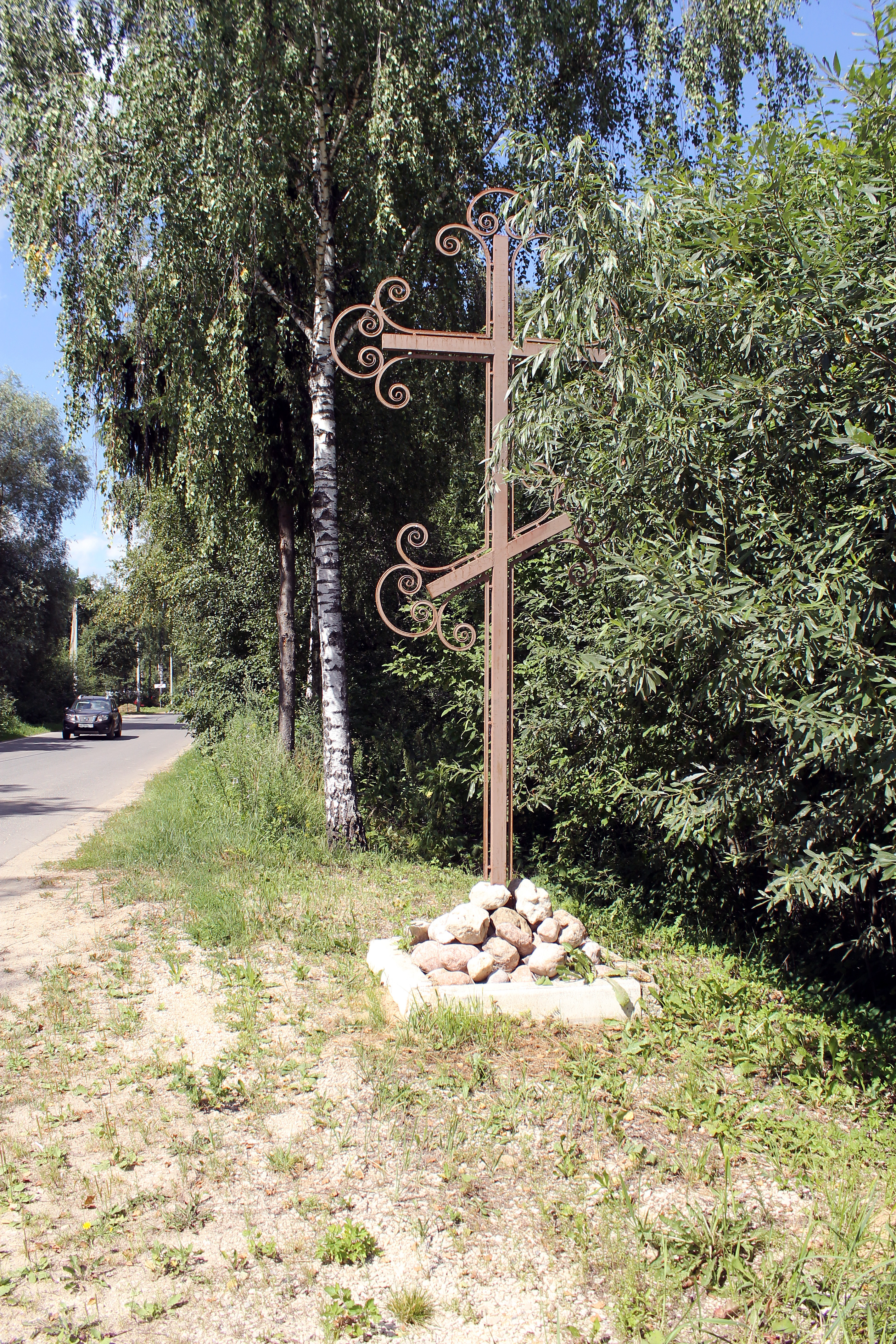
Поклонный крест на въезде в посёлок

## Иллюстрации

Традиционные русские деревянные дома в посёлке Луч
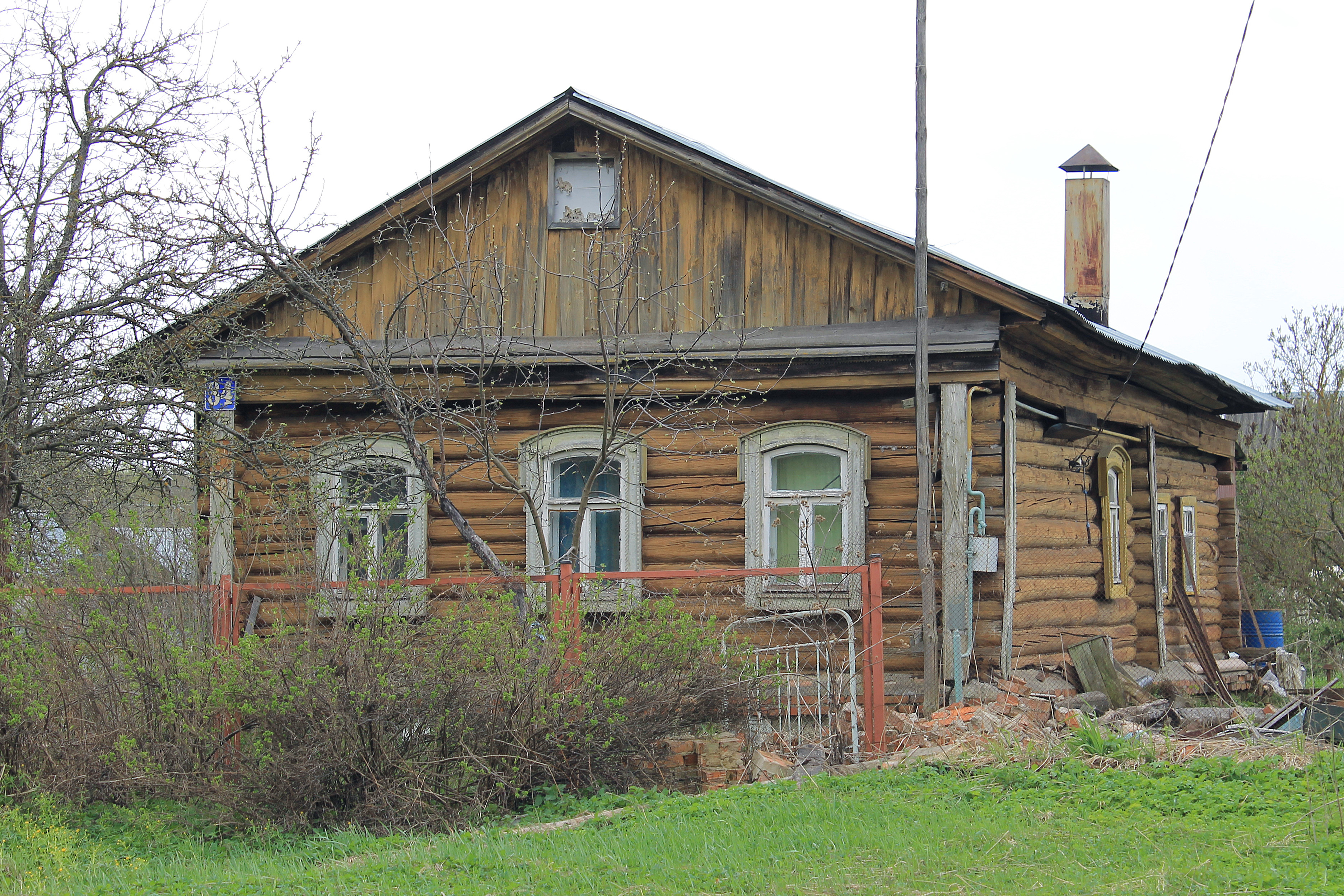
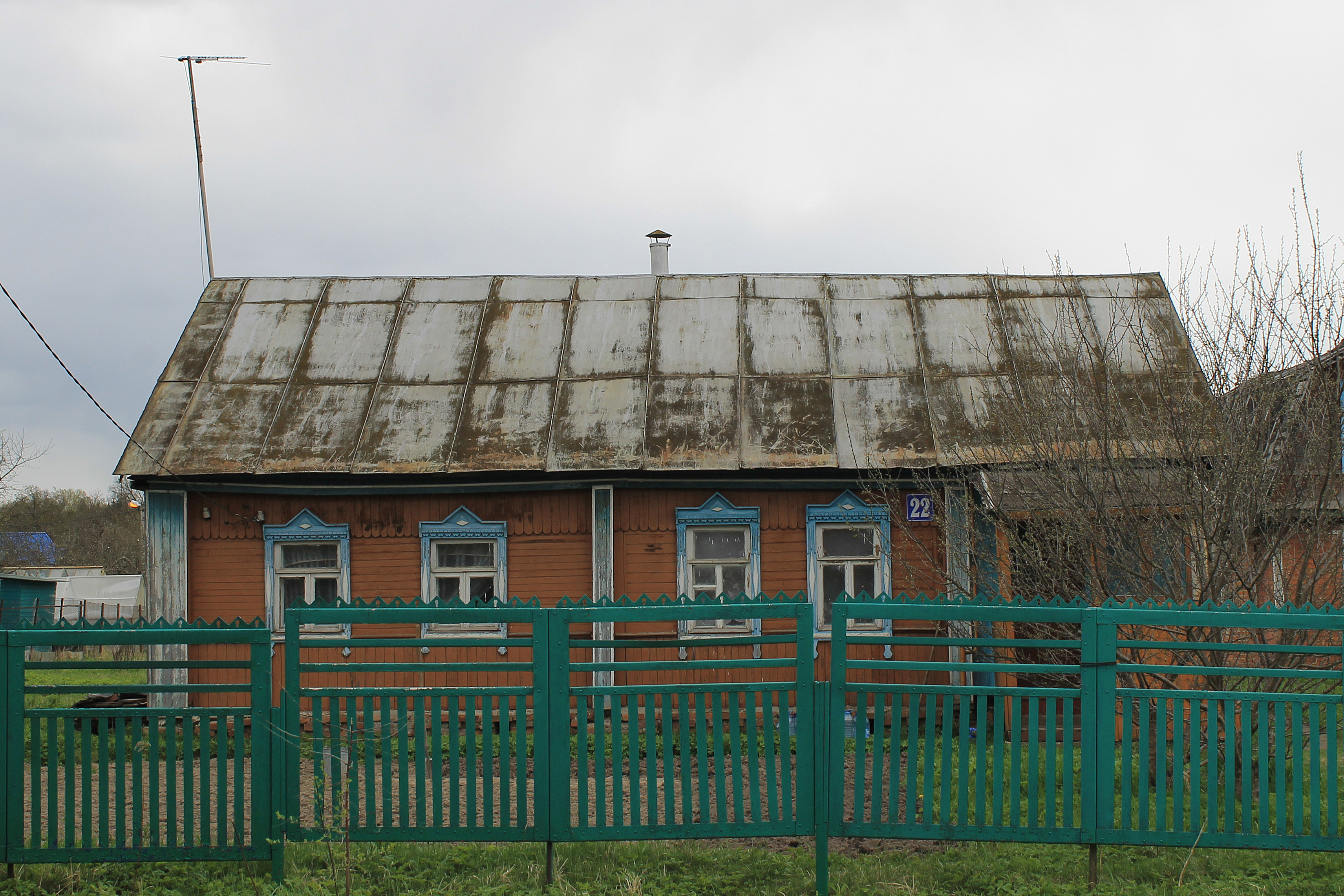
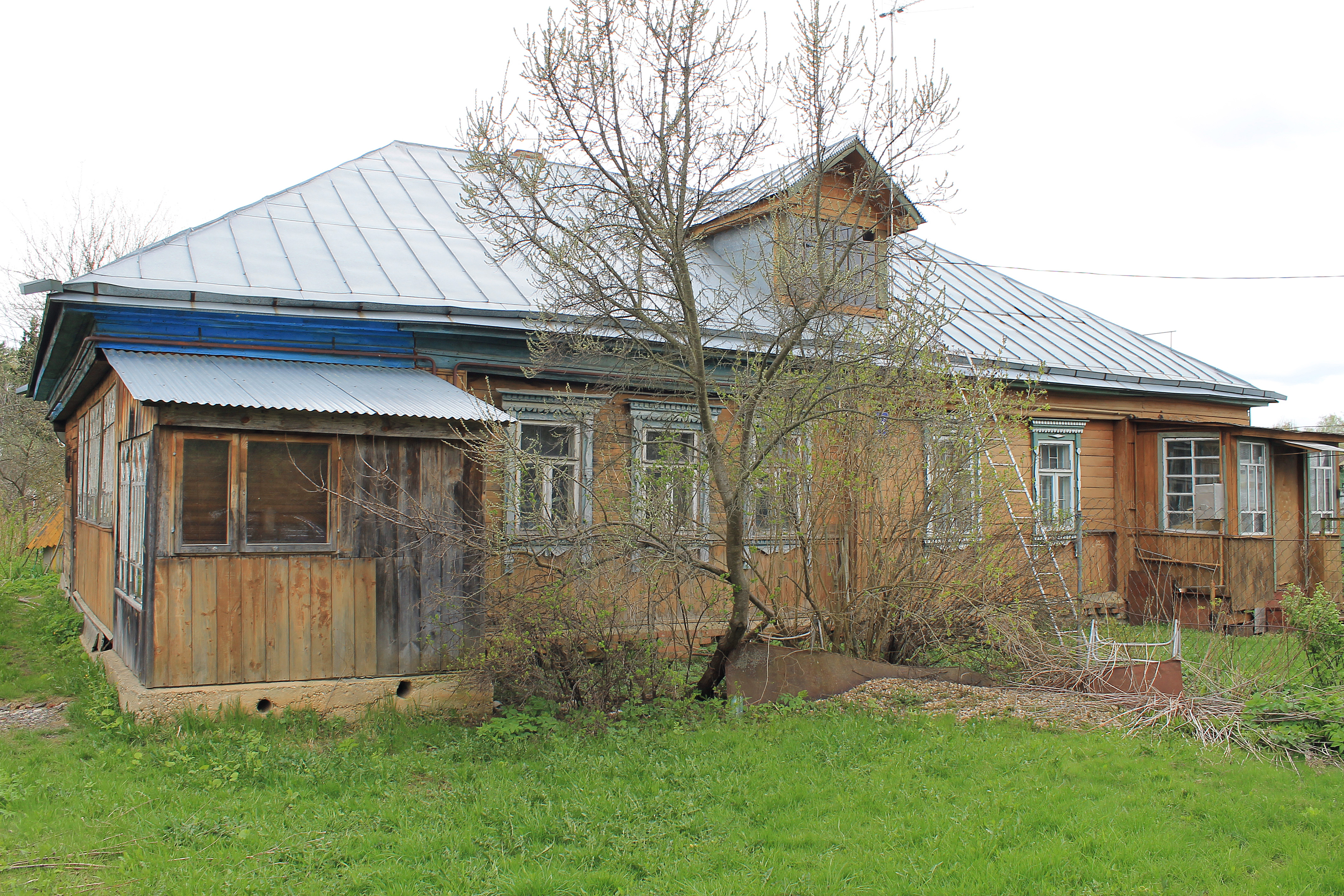
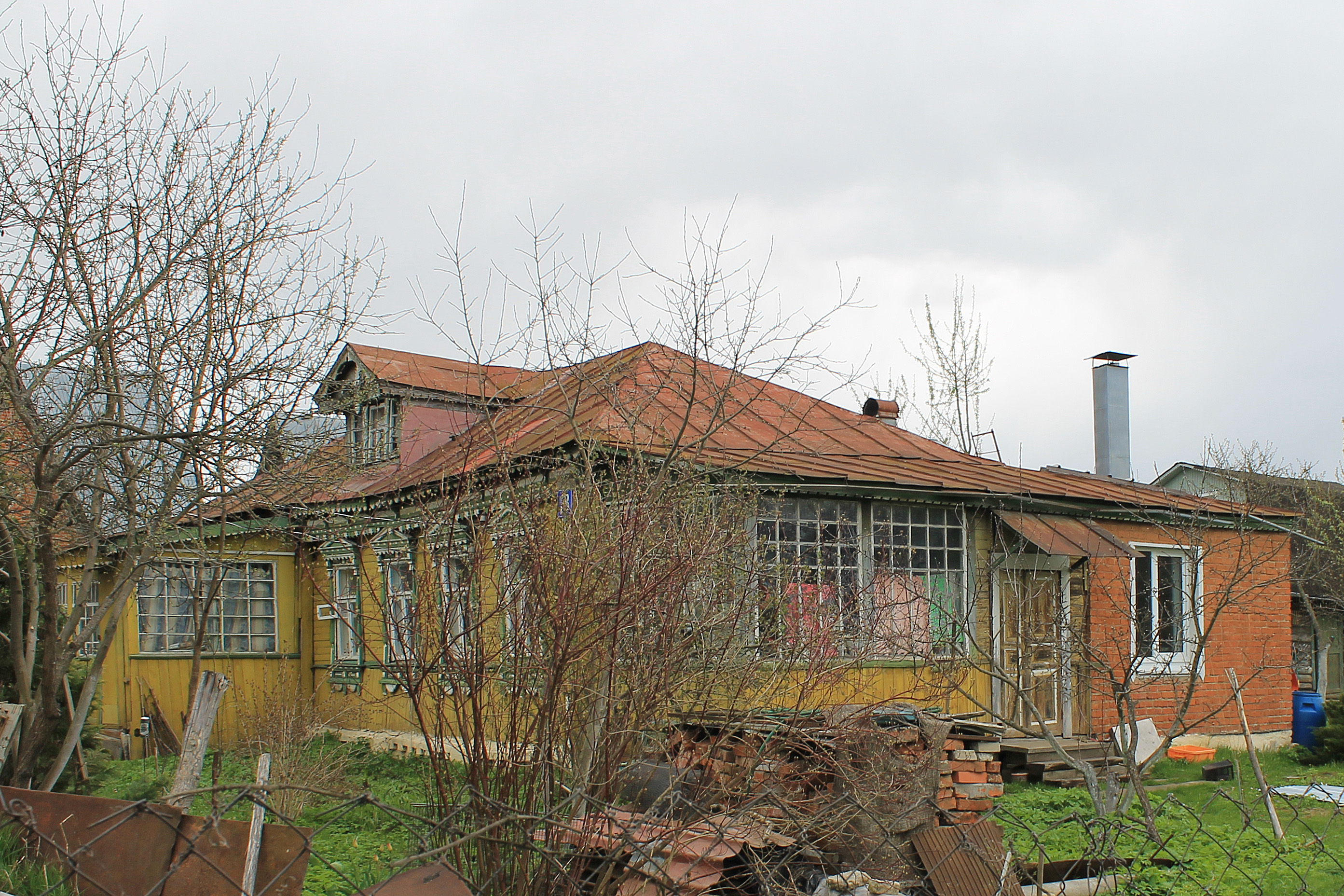
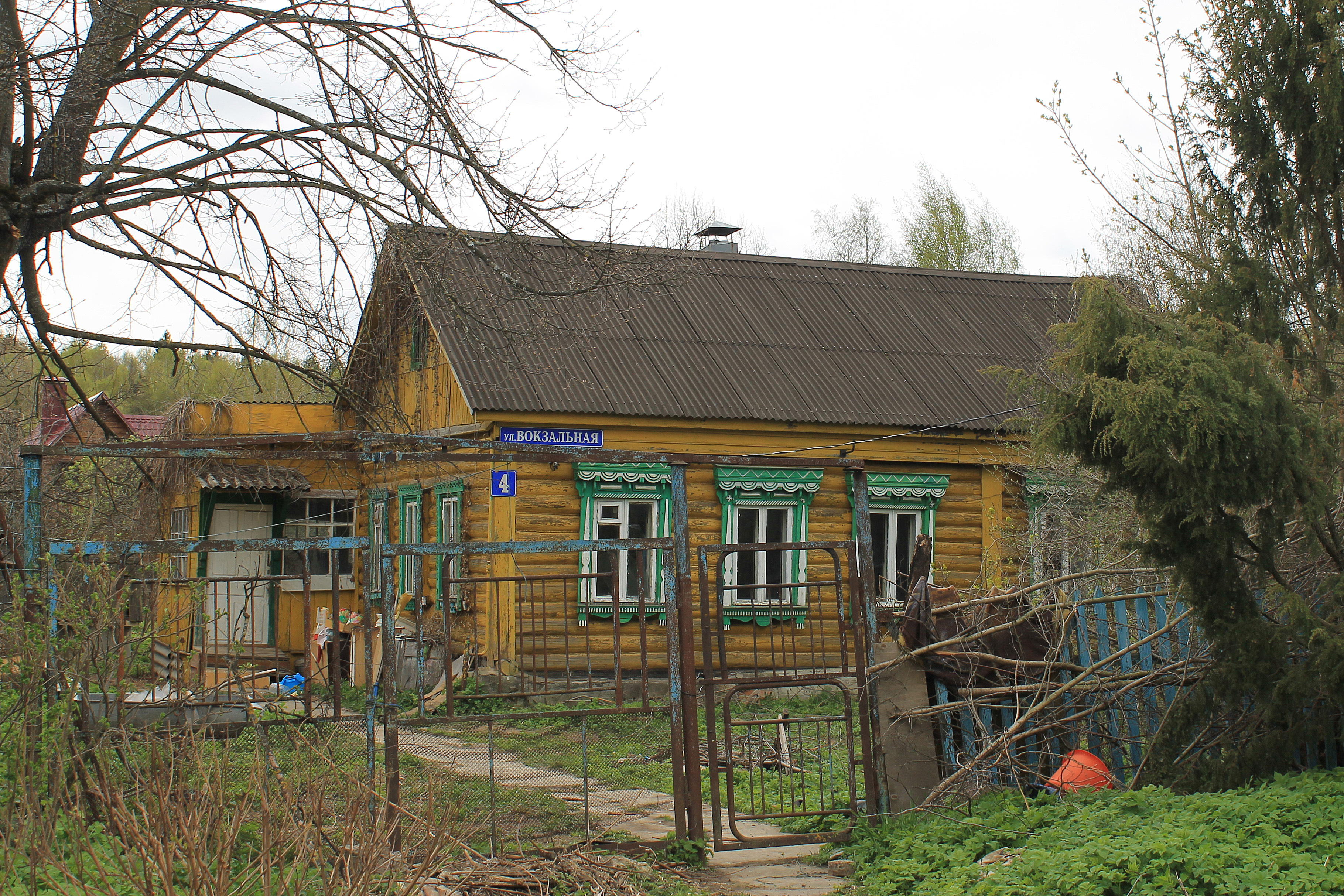